# Thomas Dekker (író)
Thomas Dekker (1572 körül – 1632. augusztus 25.) drámaíró I. Erzsébet korából, rendkívül sokoldalú, termékeny író, akinek pályafutása több évtizedet felölelt.

## Élete
Kevés ismeretes Dekker származásáról. Utalásokból következtethetünk, hogy Londonban született 1572 körül. Családneve alapján németalföldi ősei lehettek. Valószínűsíthető néhány írásából továbbá, hogy gimnáziumot végzett.
Az 1590-es években kezdte pályafutását. 1598 és 1602 között mintegy negyven darab megírásában működött közre Ben Jonsonnal. Jonson azonban nem tartotta nagyra Dekkert. Különböző uraságoknak írt pénzért, főleg egy bizonyos Henslowe-nak.
Dekker eközben állandóan adósságokkal küzdött, majd 1599-ben börtönbe is került, amiért 50 fonttal tartozott John Webster édesapjának. Hét évig rács mögött kellett maradnia. Dekker egyik írásában beszámol róla, hogy a kemény börtönévei alatt haja megőszült, ám ezalatt is folytatta az írást.
Szabadulása után folytatta az írást, továbbra is főleg másokkal együttműködve, egészen 1632-ig.
Egész pályafutása során Dekker gyorsan írt, kissé hányaveti módon, folyton a hitelezők sürgetésétől hajtva. Legtöbb írása sajnos elveszett, rendezetlen életkörülményei, viszontagságos élete valamint a megfelelő befolyásos emberek hiánya miatt. Élete során mintegy húsz művét adták ki, melynek több mint fele komédia, három tragédia (a Lust's Dominion, a The Witch of Edmonton, és a The Virgin Martyr).

## Magyarul
- Vargák vigassága; ford. Jékely Zoltán, jegyz. Báti László, Borbás Mária; inː Angol reneszánsz drámák. Shakespeare kortársai, 1-3.; vál., szerk., bev. Szenczi Miklós; Európa, Bp., 1961 (A világirodalom klasszikusai)

## Bibliográfia
- Gregg, Kate. Thomas Dekker: A Study in Economic and Social Backgrounds. Seattle: University of Washington Press, 1924
- Hunt, Mary. Thomas Dekker: A Study. New York: Columbia University Press, 1911
- McLuskie, Kathleen. Dekker and Heywood: Professional Dramatists. New York: St. Martin's Press, 1993
- Wilson, F. P, editor. The Plague Pamphlets of Thomas Dekker. Oxford: Clarendon Press, 1925